# Real e Ilustre Esclavitud Nuestro Padre Jesús de Medinaceli (Albacete)
La Real e Ilustre Esclavitud Nuestro Padre Jesús Nazareno de Medinaceli es una cofradía de la Semana Santa de Albacete (España).
Tiene su sede canónica en la Iglesia de San Francisco de Asís. Fue fundada en 1950 por un grupo de fieles que solía realizar el Besapiés al Cristo en Madrid. Cuenta con una imagen: Nuestro Padre Jesús Nazareno de Medinaceli (1950).
Procesiona en Jueves Santo (Procesión del Cristo de Medinaceli). Los costaleros llevan túnica azul mientras que los cofrades visten ropa de calle con medalla o escapulario.

## Enlaces de interés
- Wikimedia Commons alberga una categoría multimedia sobre Real e Ilustre Esclavitud Nuestro Padre Jesús de Medinaceli.

- Datos: Q43263875